# Gerimpeld boogsterrenmos
Gerimpeld boogsterrenmos (Plagiomnium undulatum; synoniem: Mnium undulatum) is een soort uit het geslacht boogsterrenmos (Plagiomnium). Het mos komt voor van april tot augustus en bereikt een hoogte van 5–15 cm.

## Determinatie
Gerimpeld boogsterrenmos vormt omvangrijke, diepgroene tapijten die bestaan uit fertiele stengels die aan de top boomvormig vertakt zijn en bedekt met rizoïdenvilt. Daarnaast zijn er de in habitus daarvan verschillende steriele stengels die onvertakt en overhangend zijn. 
De bladen zijn tongvormig en 10–15 mm lang en 1–2 mm breed. De bladzoom bestaat uit een rand van prosenchymatische (smalle en langwerpige) cellen, terwijl de cellen van de bladschijf parenchymatisch zijn (afgerond tot zeshoekig). De bladrand is gezaagd. De bladnerf strekt zich uit tot in de bladpunt of treedt uit als een korte stekelpunt.
Gerimpeld boogsterrenmos is tweehuizig. Het sporangium (kapsel) is cilindervormig en is geelgroen tot bruin. Het deksel is half-bolvormig met korte spitsjes. De seta, die bovenaan gekromd is, is 2–4 cm lang en heeft een geelrode kleur.

## Ecologie
Gerimpeld boogsterrenmos komt voor op schaduwrijke en vochtige bosgronden en graslanden. Daarnaast wordt de soort soms aangetroffen op vermolmd hout. De plant komt vaak voor in essenbronbossen. 

### Syntaxonomie
Gerimpeld boogsterrenmos staat te boek als kensoort voor de klasse van eiken- en beukenbossen op voedselrijke grond.

## Fotogalerij

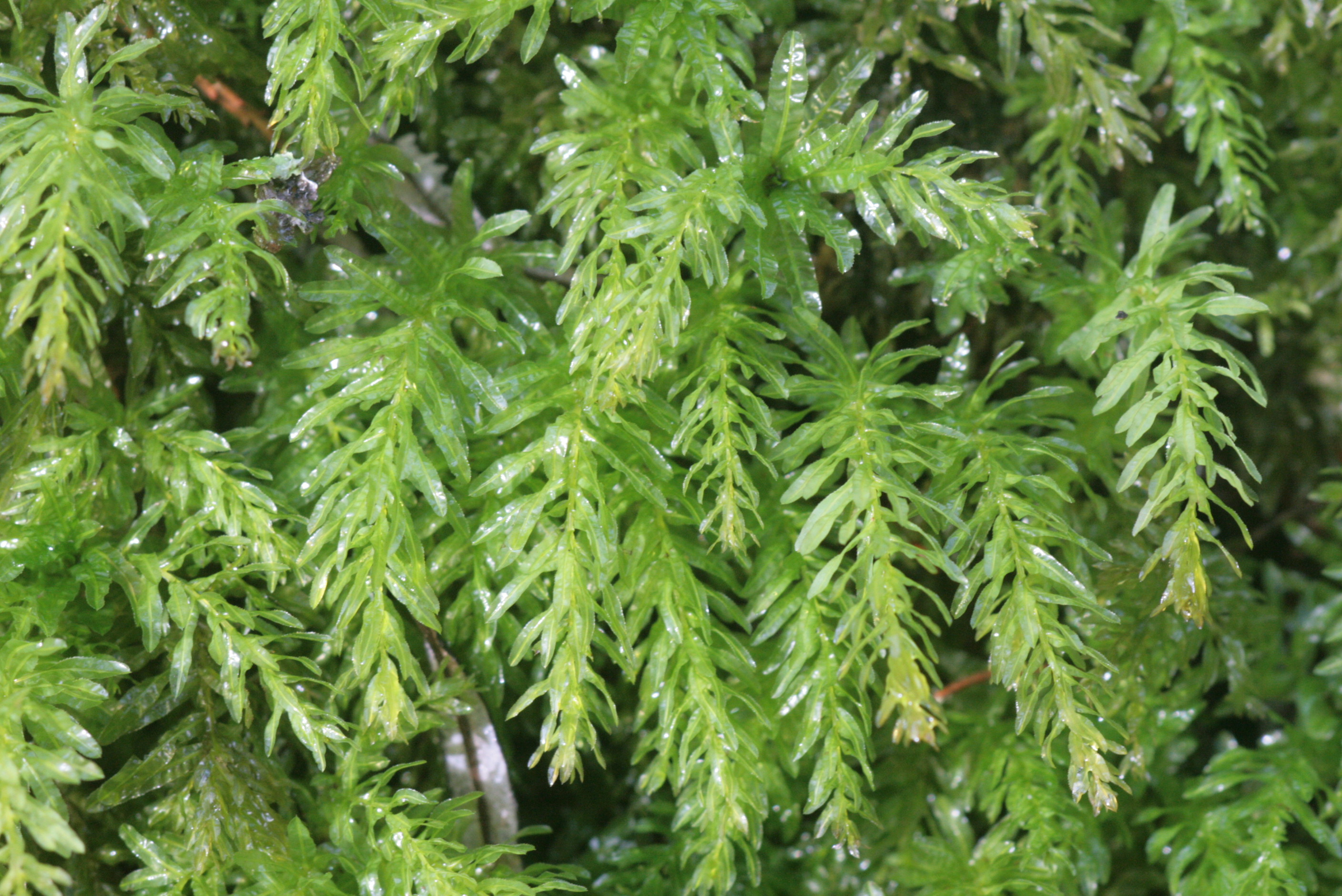
Habitus
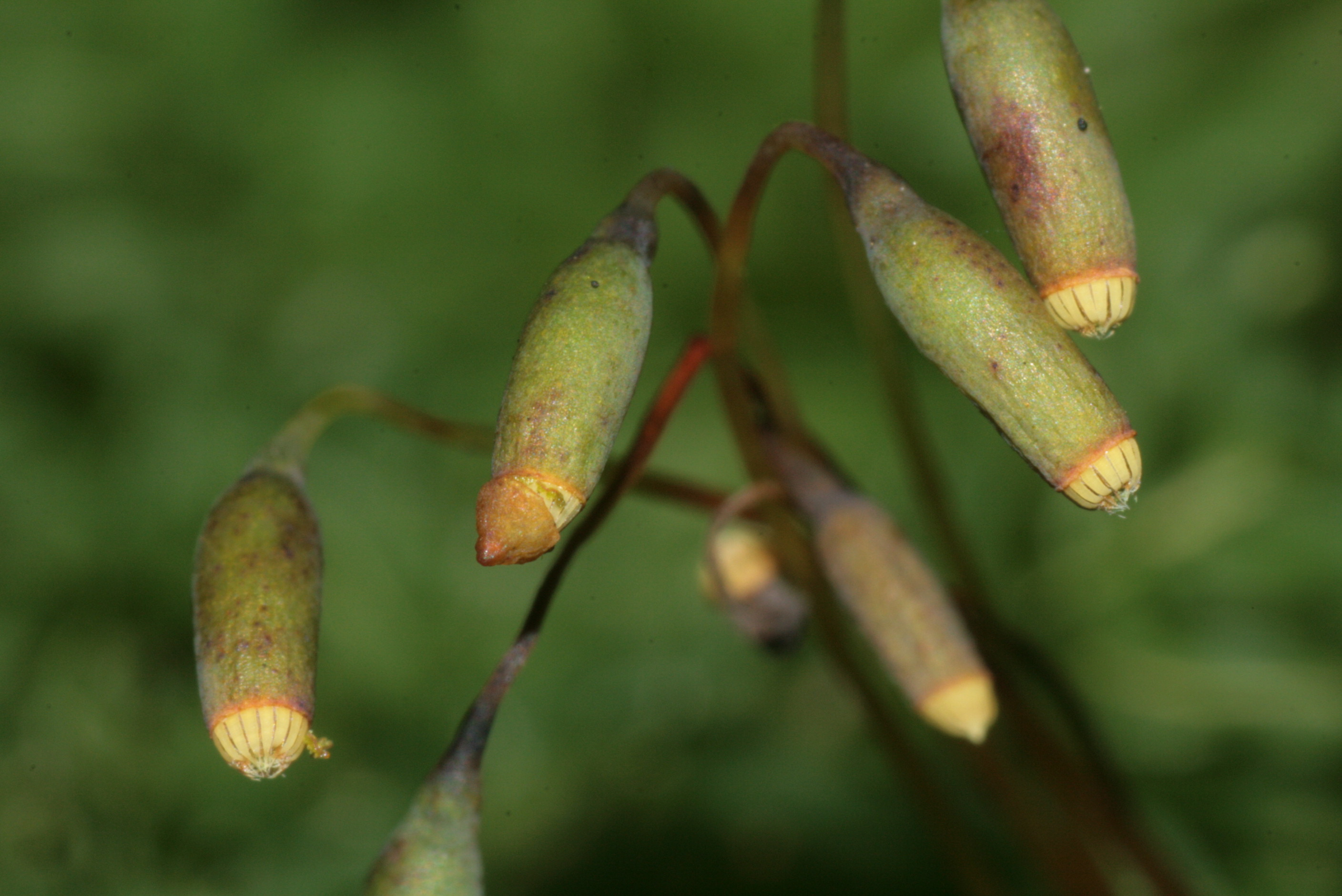
Sporenkapsels
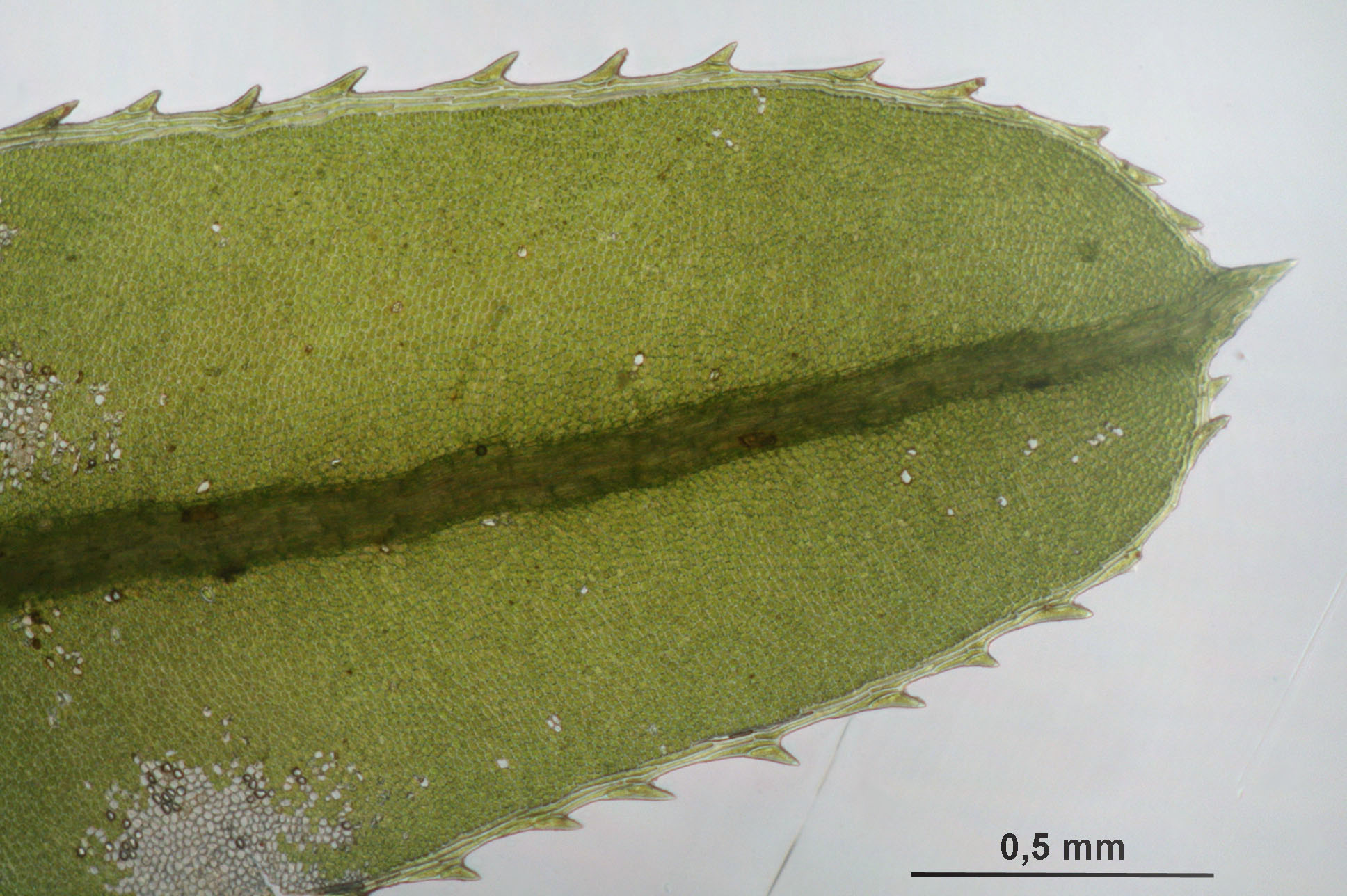
Bladtop met uittredende bladnerf
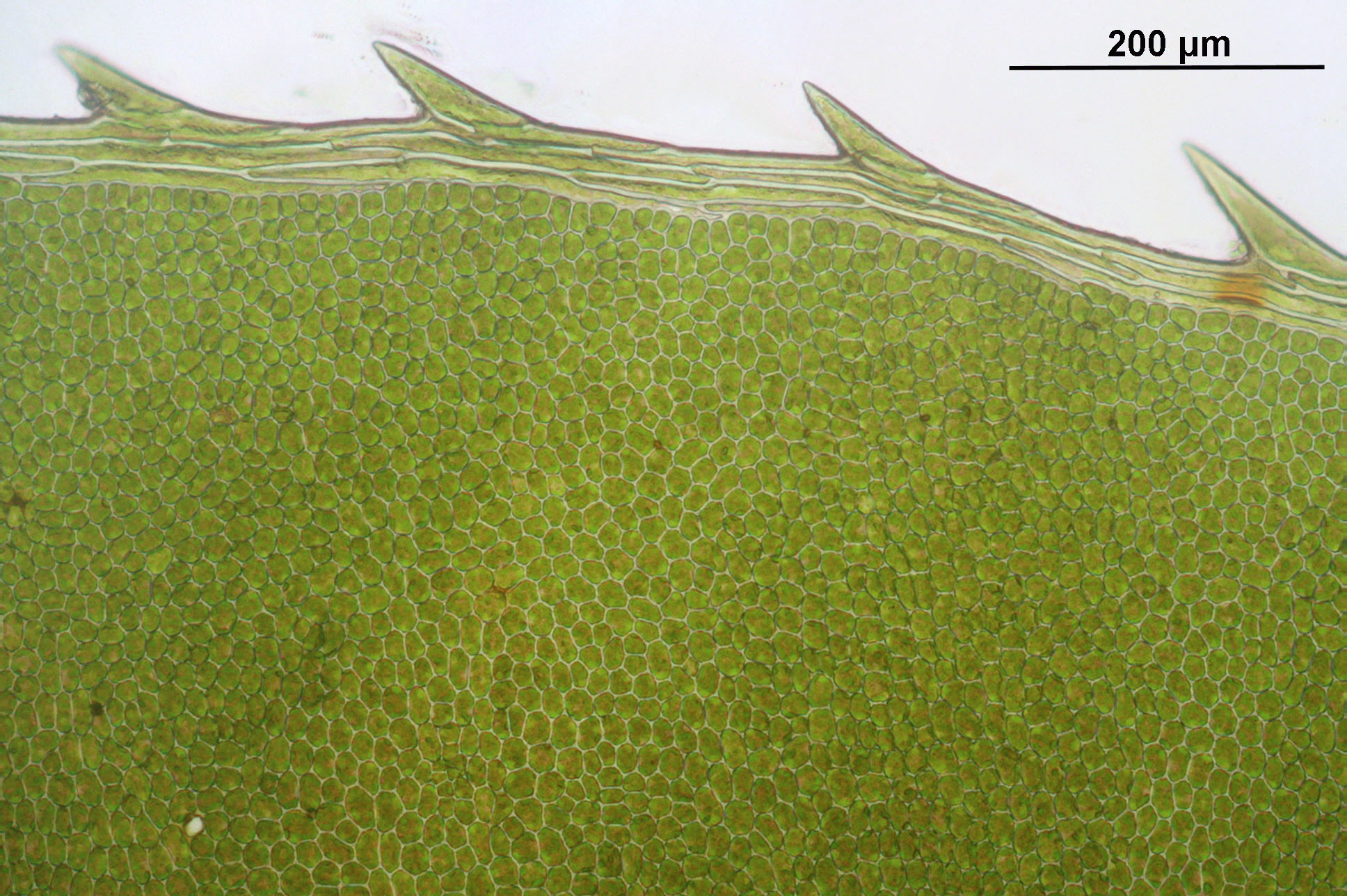
Getande bladrand met bladzoom van enkele cellen breed
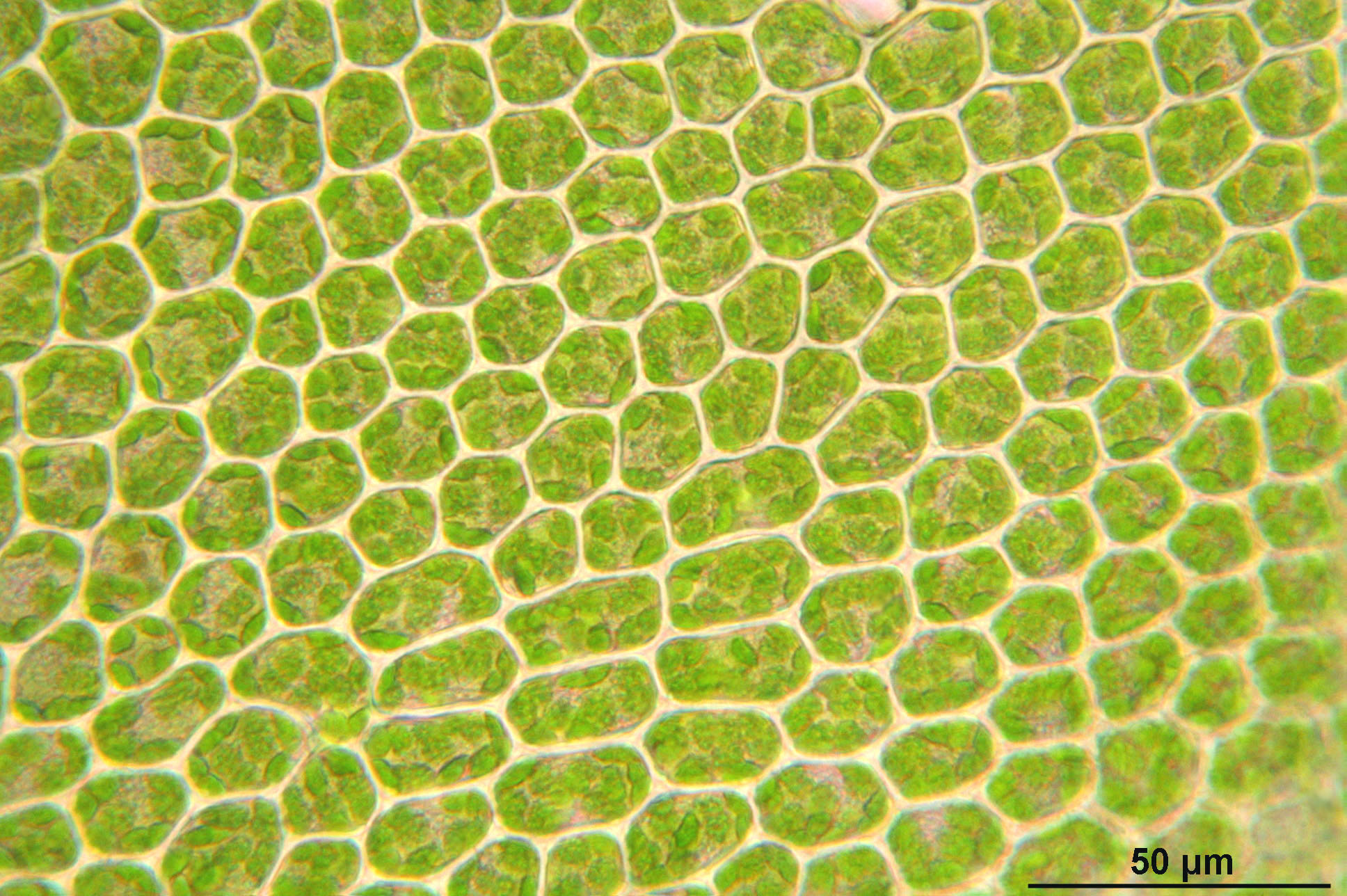
Bladcellen midden van de bladschijf
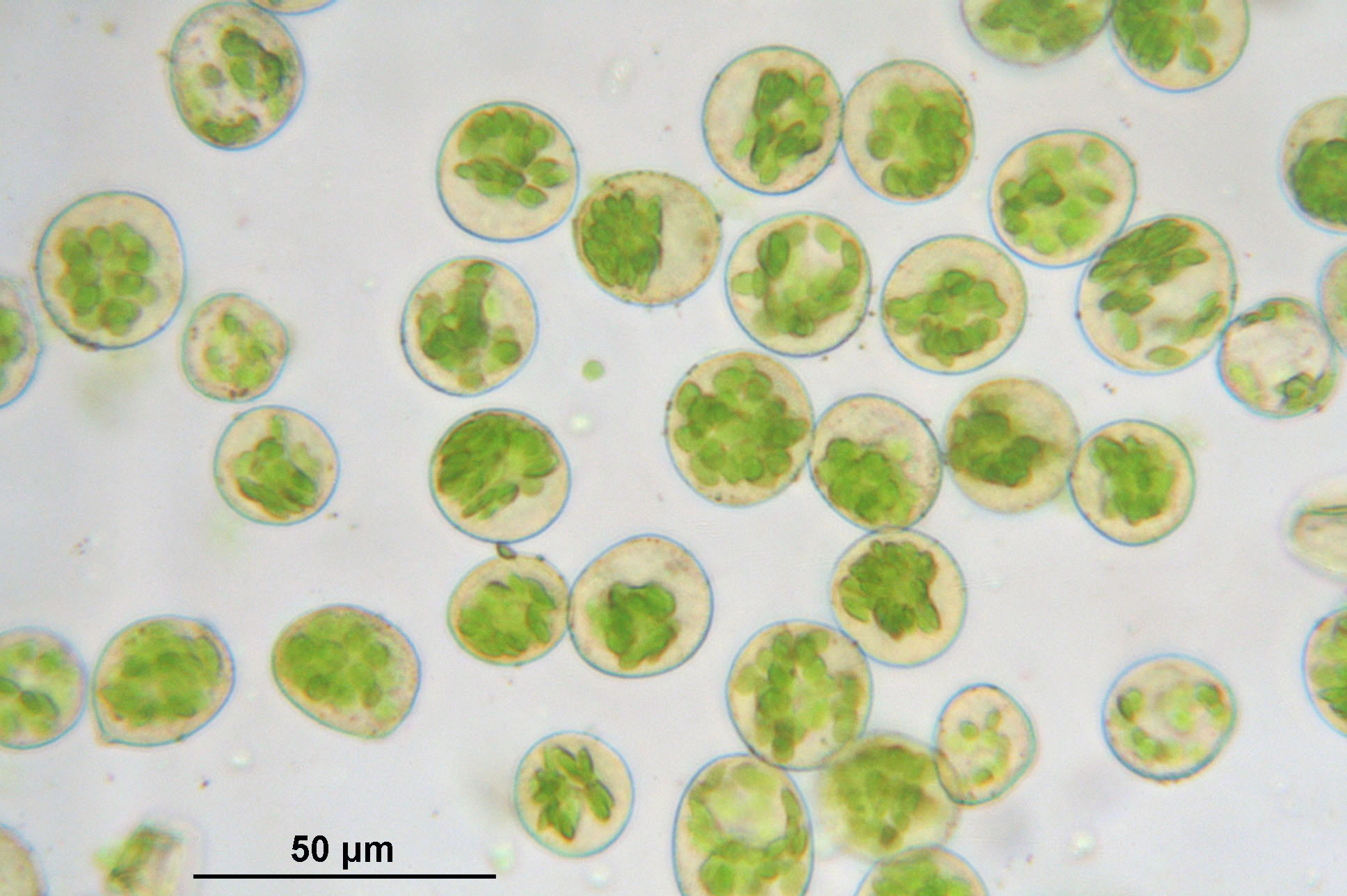
Sporen